# 范学贵
范学贵（1953年9月—），中华人民共和国政治人物，河南辉县人。1969年2月参加工作，1970年5月加入中国共产党，有部队工作经验。1988年5月份调入原阳县工作，1994年成为原阳县委书记，在原阳县政坛超过七年。1995年被调入新乡市政府工作，现任新乡市人大常委会主任。